# Мон (Вар)
Мон (фр. Mons) — коммуна на юго-востоке Франции в регионе Прованс — Альпы — Лазурный берег, департамент Вар, округ Драгиньян, кантон Рокбрюн-сюр-Аржан.
Площадь коммуны — 76,63 км², население — 840 человек (2006) с выраженной тенденцией к росту: 866 человек (2012), плотность населения — 11,0 чел/км².

## Население
Население коммуны в 2011 году составляло — 864 человека, а в 2012 году — 866 человек.
| 1962 | 1968 | 1975 | 1982 | 1990 | 1999 | 2006 | 2007 | 2011 | 2012 |
| ---- | ---- | ---- | ---- | ---- | ---- | ---- | ---- | ---- | ---- |
| 248  | 226  | 239  | 291  | 459  | 671  | 840  | 863  | 864  | 866  |

Динамика населения:
Возрастно-половая пирамида населения муниципалитета Мон, 2006:
| Распределение населения по полу и возрасту: | Распределение населения по полу и возрасту: | Распределение населения по полу и возрасту: |
| ------------------------------------------- | ------------------------------------------- | ------------------------------------------- |
| Мужчины                                     | Возраст                                     | Женщины                                     |
| 8                                           | 85 и старше                                 | 12                                          |
| 0                                           | 80—84                                       | 16                                          |
| 27                                          | 75—79                                       | 12                                          |
| 16                                          | 70—74                                       | 8                                           |
| 16                                          | 65—69                                       | 23                                          |
| 31                                          | 60—64                                       | 54                                          |
| 66                                          | 55—59                                       | 54                                          |
| 47                                          | 50—54                                       | 35                                          |
| 19                                          | 45—49                                       | 27                                          |
| 43                                          | 40—44                                       | 16                                          |
| 16                                          | 35—39                                       | 35                                          |
| 8                                           | 30—34                                       | 12                                          |
| 23                                          | 25—29                                       | 19                                          |
| 8                                           | 20—24                                       | 12                                          |
| 19                                          | 15—19                                       | 16                                          |
| 31                                          | 10—14                                       | 19                                          |
| 39                                          | 5—9                                         | 31                                          |
| 23                                          | 0—4                                         | 12                                          |

## Экономика

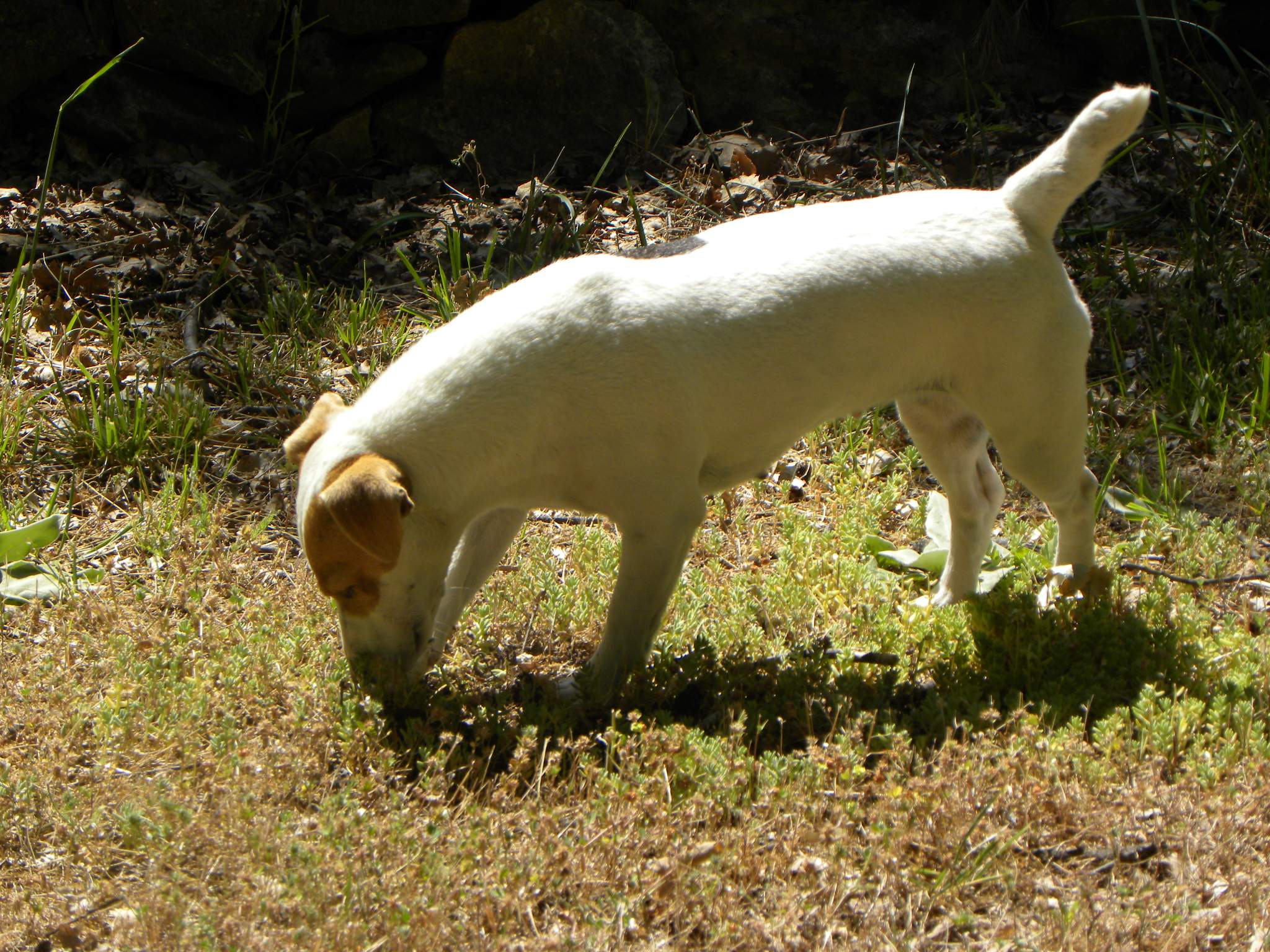
Обученная собака ищет трюфели (Мон, Франция)

В 2010 году из 518 человек трудоспособного возраста (от 15 до 64 лет) 363 были экономически активными, 155 — неактивными (показатель активности 70,1 %, в 1999 году — 59,1 %). Из 363 активных трудоспособных жителей работали 322 человека (182 мужчины и 140 женщин), 41 числились безработными (22 мужчины и 19 женщин). Среди 155 трудоспособных неактивных граждан 31 были учениками либо студентами, 69 — пенсионерами, а ещё 55 — были неактивны в силу других причин.
На протяжении 2010 года в коммуне числилось 409 облагаемых налогом домохозяйств, в которых проживало 929,0 человек. При этом медиана доходов составила 19 тысяч 648 евро на одного налогоплательщика.

## Фотогалерея

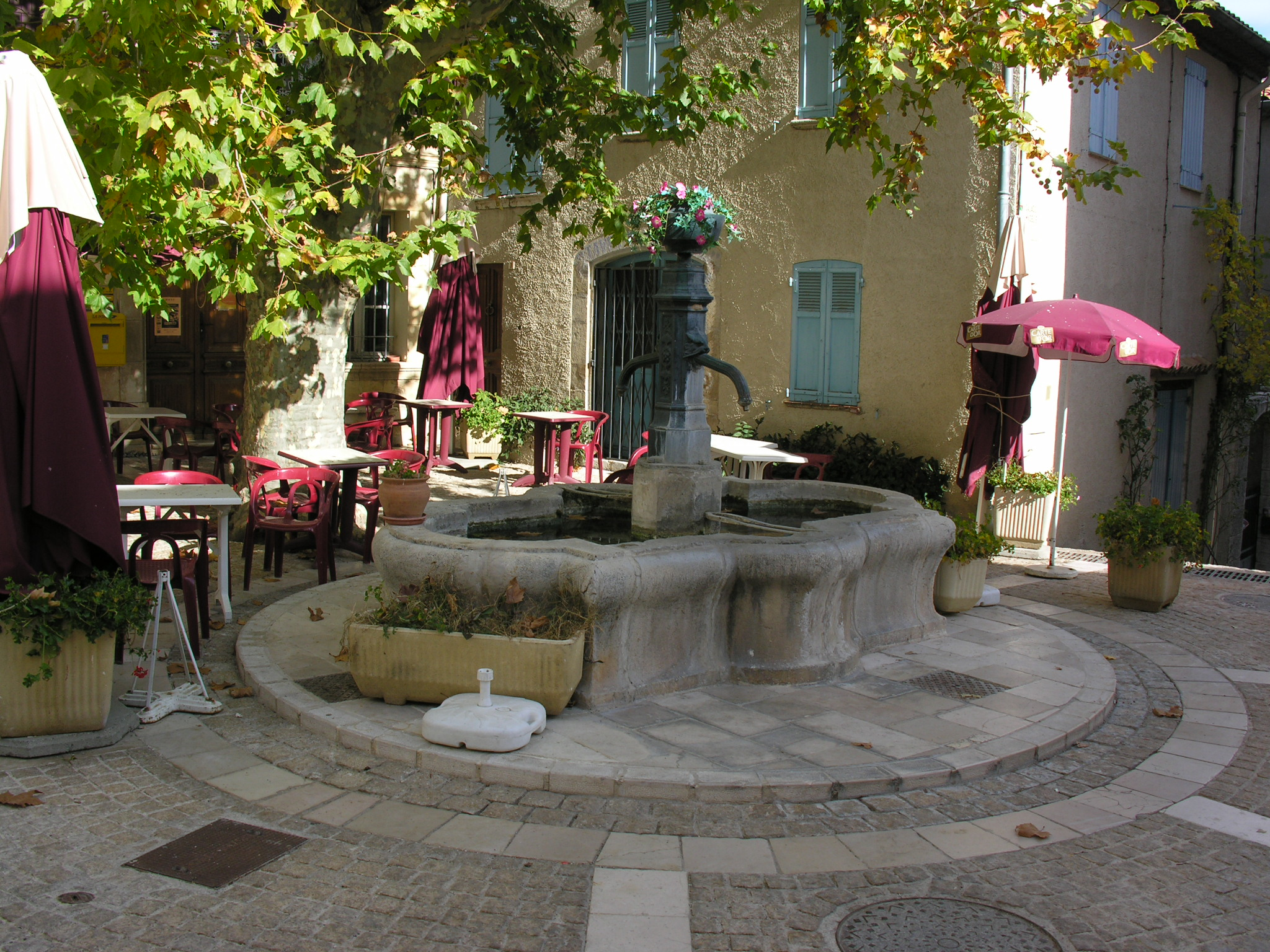
Мон. Фонтан на центральной площади
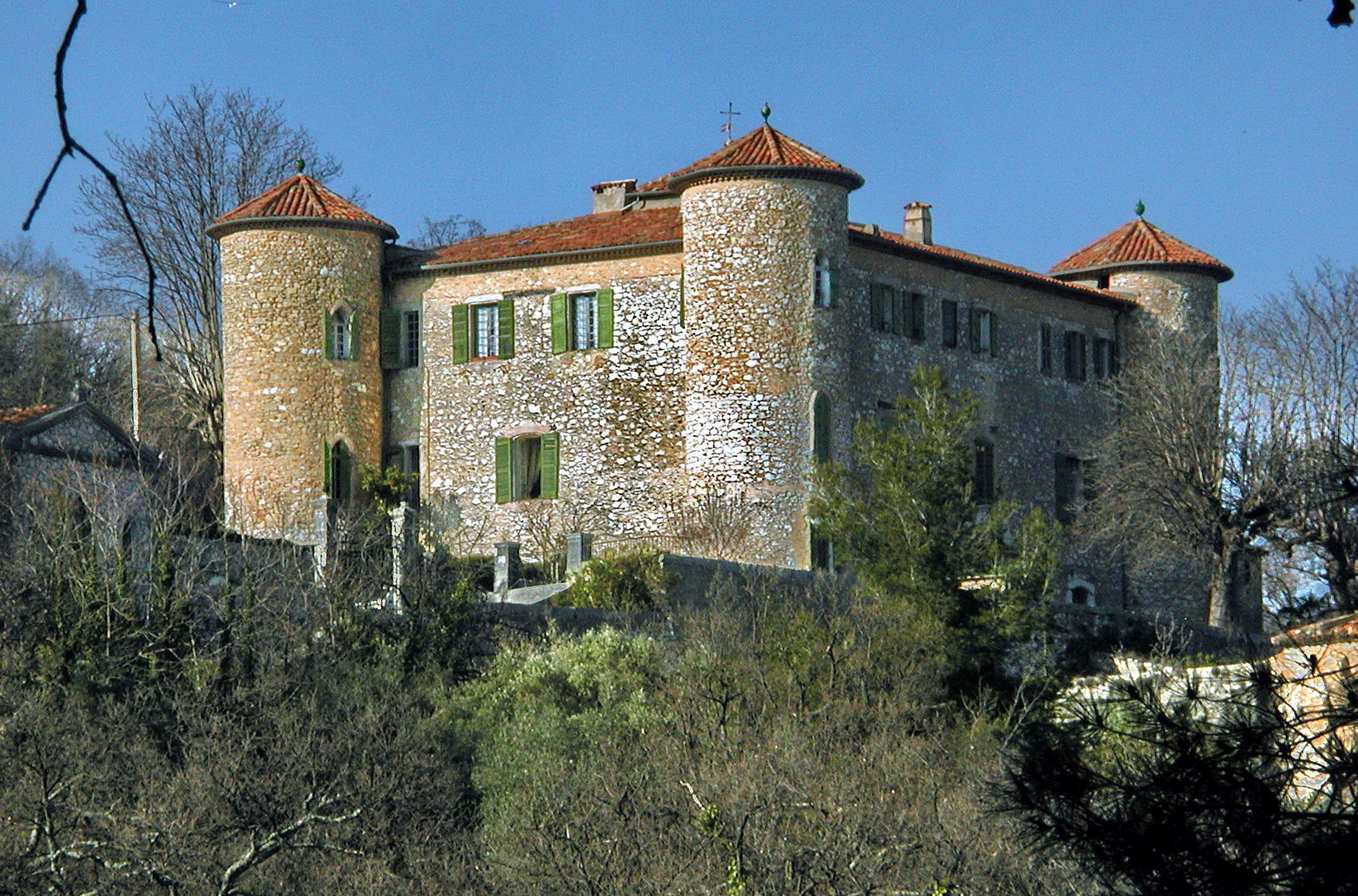
Шато де Борегар (Вар)
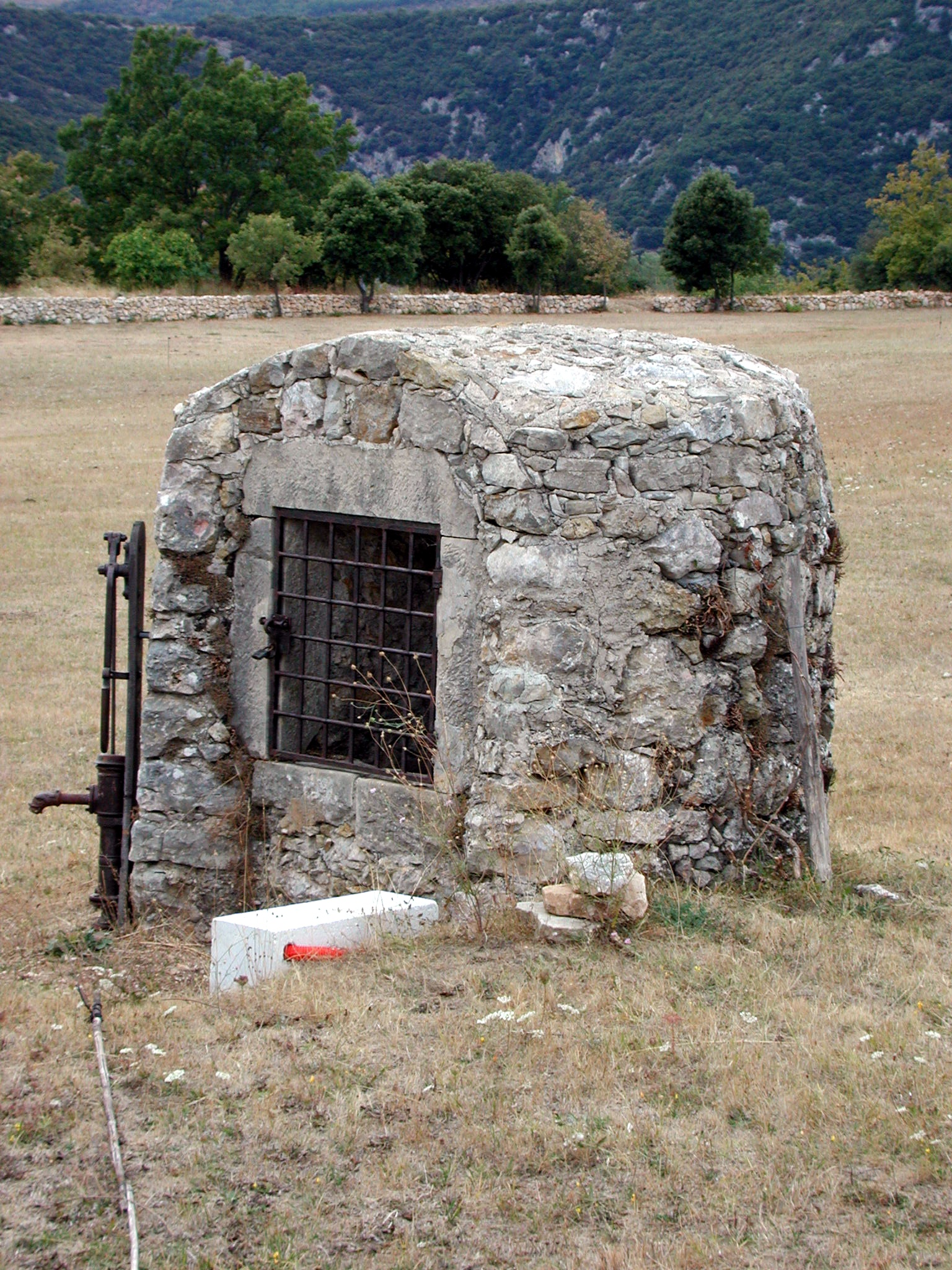
Крытый колодец
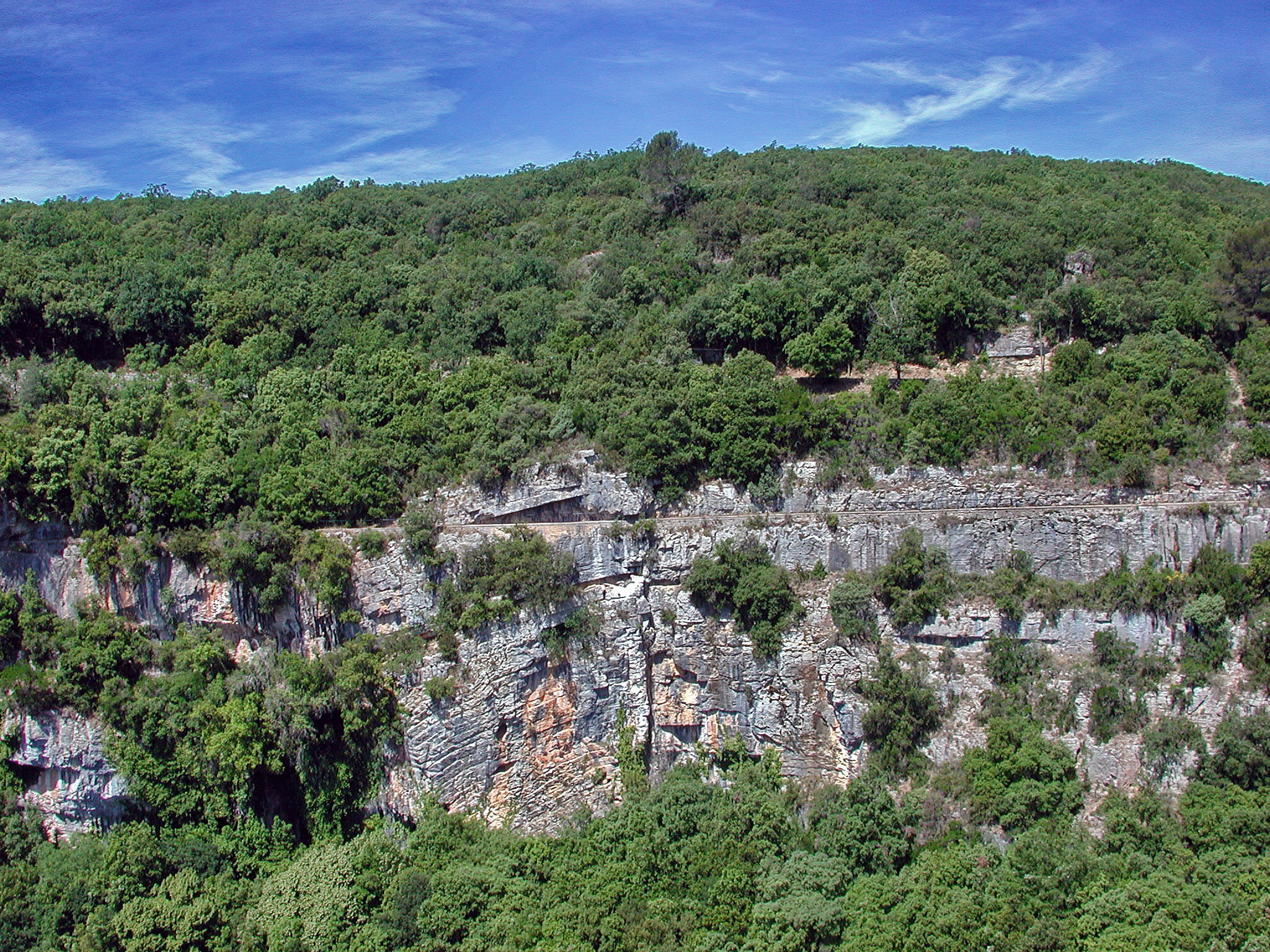
Канал Jourdan в стене скалы Сколы
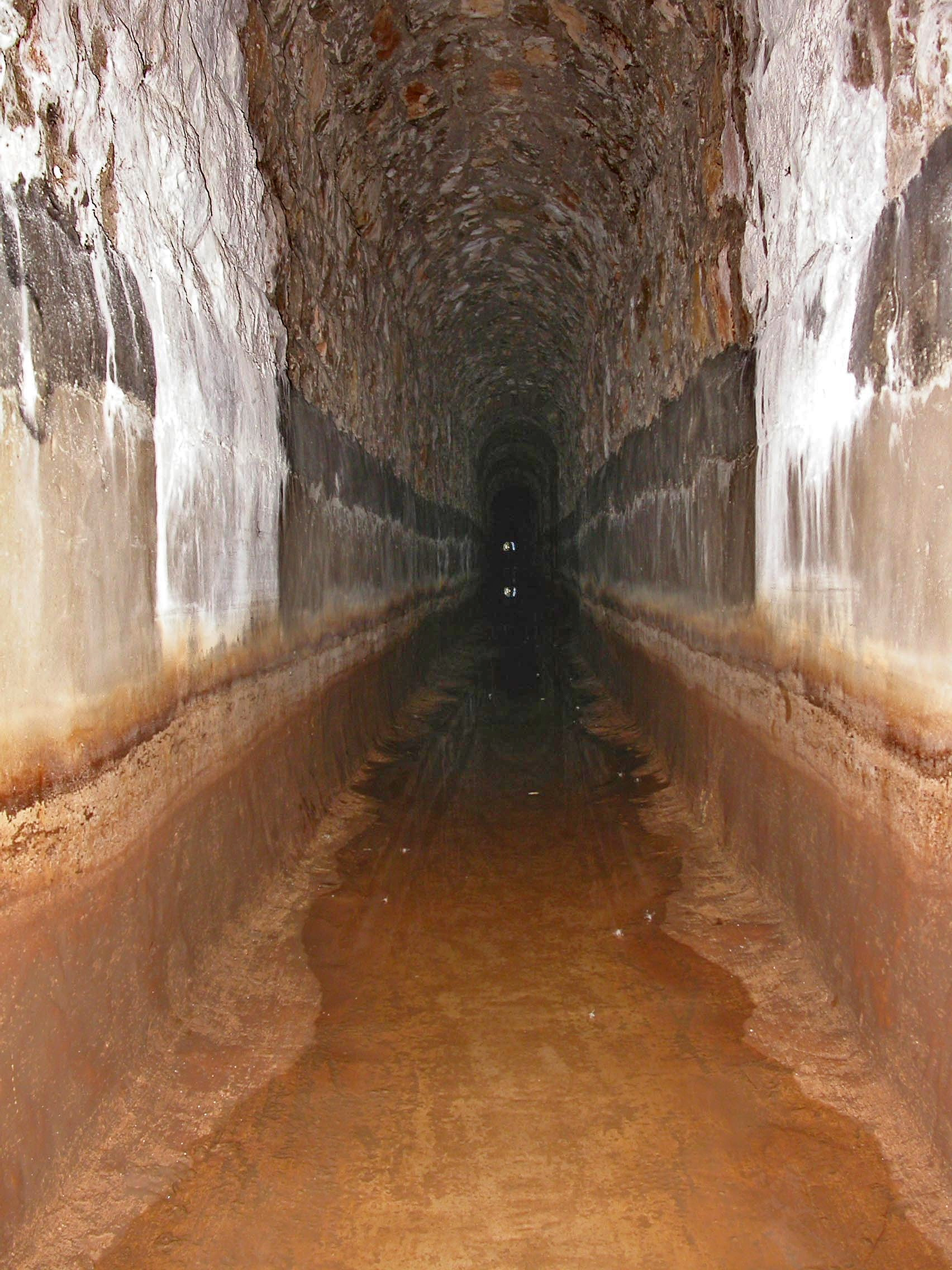
Туннель канала Jourdan (San-Peyre)